# Jan Ballarin
Jan Ballarin (ur. 2 października 1942 w Syryni) – polski śpiewak operowy (tenor) i pedagog.
Absolwent Akademii Muzycznej w Katowicach (1973, klasa śpiewu Kazimierza Myrlaka). Solista Opery Śląskiej w Bytomiu (1971–1977) i Operetki Śląskiej w Gliwicach (1978–1997). Od 1977 pedagog w Akademii Muzycznej w Katowicach. Jego uczniami w klasie śpiewu solowego byli m.in. Piotr Beczała, Ewa Biegas i Iwona Socha. W 2003 Prezydent RP nadał artyście tytuł profesora sztuki.

## Nagrody
- Złota Maska (1983)[2]
- Srebrny Medal „Zasłużony Kulturze Gloria Artis” (2016)[3][4]
- Honorowy Obywatel Gminy Lubomia (2017)[5]